# Зубковский (хутор)
Зубко́вский — хутор в Шолоховском районе Ростовской области России.
Входит в состав Дубровского сельского поселения.

## География
Хутор расположен на реке Решетовка.
Расстояние до районного центра с учётом доступа транспортом — 21 км.

## Население
| 2010 |
| ---- |
| 236  |

## Улицы
- ул. Заречная,
- ул. Лесная,
- ул. Решетовская,
- ул. Северная.